# Хамая, Хироси
Хироси Хамая (яп. 濱谷 浩 28 марта 1915 года — 15 марта 1999 года, Токио, Япония) — японский фотограф.

## Биография
Хироси Хамая родился и вырос в Токио. Его интерес к фотографии стал проявляться в возрасте 15 лет. В 1933 году он организовал фотографический клуб и в том же году начал работать на Восточную фотографическую компанию. Начиная с 1937 года, он стал независимым фотографом. Хамая довольно быстро обрел популярность и наравне со своими коллегами в 1940 году отправился в Маньчжурию в качестве военного фотокорреспондента. С 1945 по 1952 год Хироси жил в Такаде, затем переехал в городок Ойсо недалеко от Токио. С 1960 года Хироси работал в агентстве «Магнум». А также совершал множество поездок в Америку и Европу. Хироси документировал в своих фотографических эссе жизнь соотечественников. Широкую известность получила серия снимков Хироси о регионе Ниигата. Более 20 лет он непрерывно фиксировал жизнь местных жителей, в местности, покрытой снегом более чем 6 месяцев в году.